# Mistrzostwa Europy w Łyżwiarstwie Szybkim w Wieloboju 1896
6. mistrzostwa Europy w łyżwiarstwie szybkim w wieloboju odbyły się 29 stycznia 1896 roku w Hamburgu na terenie Cesarstwa Niemieckiego. W zawodach brali udział tylko mężczyźni. Zawodnicy startowali na czterech dystansach: 500 m, 1500 m, 5000 m i 10000 m. Bezkonkurencyjny był reprezentant gospodarzy, Julius Seyler. Miejsca pozostałych zawodników są nieoficjalne.

## Uczestnicy
W zawodach wzięło udział 5 łyżwiarzy z 2 krajów. Sklasyfikowanych zostało 3.
| Państwa biorące udział w mistrzostwach | Państwa biorące udział w mistrzostwach | Państwa biorące udział w mistrzostwach |
| -------------------------------------- | -------------------------------------- | -------------------------------------- |
| Cesarstwo Niemieckie                   | Unia szwedzko-norweska                 |                                        |

## Wyniki
- DNS - nie wystartował, DNF - nie ukończył

| Pozycja | Zawodnik          | Kraj                   | 1500 m      | Pkt.   | 10000 m      | Pkt.   | 500 m     | Pkt.   | 5000 m       | Pkt.   | Suma pkt. |
| ------- | ----------------- | ---------------------- | ----------- | ------ | ------------ | ------ | --------- | ------ | ------------ | ------ | --------- |
| 01 !    | Julius Seyler     | Cesarstwo Niemieckie   | 2:39.6 (1.) | 53.200 | 20:00.8 (1.) | 60.040 | 53.2 (1.) | 53.200 | 9:55.0 (1.)  | 59.500 | 225.940   |
| (2.)    | Wilhelm Henie     | Unia szwedzko-norweska | 2:53.2 (3.) | 57.733 | 22:52.8 (3.) | 68.640 | 56.4 (2.) | 56.400 | 11:00.2 (3.) | 66.020 | 248.793   |
| (3.)    | Julius von Salzen | Cesarstwo Niemieckie   | 3:08.0 (5.) | 62.666 | 23:00.2 (4.) | 69.010 | 59.6 (4.) | 59.600 | 11:16.8 (4.) | 67.680 | 258.956   |
| DNF     | Alfred Lauenburg  | Cesarstwo Niemieckie   | 3:04.6 (4.) | 61.533 | DNF          | 99 !   | 56.6 (3.) | 56.600 | 10:59.6 (2.) | 65.960 | 184.093   |
| DNS     | Peder Østlund     | Unia szwedzko-norweska | 2:42.6 (2.) | 54.200 | 20:26.6 (2.) | 61.330 | DNS       | 99 !   | 99:59.9 !    | 99 !   | 115.530   |